# Assetto Corsa Competizione
Assetto Corsa Competizione est un jeu vidéo de simulation de course automobile développé par le studio italien Kunos Simulazioni. Disponible en accès anticipé sur Steam depuis le 12 septembre 2018 et sorti le 29 mai 2019. C'est une simulation sous licence officielle du championnat Fanatec GT World Challenge organisés par le SRO Motorsports Group
Elle comprend des véhicules de catégorie GT, principalement GT3, mais également GT4, GT2 et autres coupes grand-tourismes

## Système de jeu
Assetto Corsa Competizione est un jeu de simulation de course automobile. Par conséquent, il vise à émuler les sensations de conduites et le comportement des véhicules de la manière la plus réaliste possible. Il est possible de courir en solo aussi bien qu'en multijoueurs. 
Par rapport à son prédécesseur sorti en 2014, des nouvelles fonctionnalités font leur apparition telles qu'un cycle jour/nuit ou une météo dynamique. Les arrêts au stand sont désormais possibles en course et les techniciens y sont animés. La modélisation du comportement des pneus ainsi que de l'aérodynamisme sont revus et sont censés apporter davantage de réalisme.
Comme son nom l'indique, il est axé sur la compétition en ligne. La simulation est en effet le support de nombreuses compétitions E-Sports de très haut niveau, notamment celles de la licence officielle Fanatec, le Fanatec GT World Challenge ou "Fanatec GT Pro Series" selon le SRO E-sports. Elles sont réservées aux pilotes titulaires pour la course d'endurance en GT3 et valent des points au classement des équipes. Depuis 2021, le GT World Challenge Europe Endurance Cup comprend également, en plus des courses réelles, des courses E-Sports sur Assetto Corsa Competizione. Le GT World Challenge Europe Endurance Cup est le premier championnat à ce niveau de compétition en sport-automobile qui incluent des courses E-Sports.

### Contenu
Le jeu comprend les différents championnats du Fanatec GT World Challenge, qui regroupe de nombreuses compétitions, principalement celles du GT World Challenge Europe Sprint Cup (courses sprint d'une heure) GT World Challenge Europe Endurance Cup (courses d'endurance allant jusqu'à 24 heures). 
Mais également les courses des championnats British GT Championship, le GT World Challenge America, ainsi que le GT World Challenge Asia et Intercontinental GT Challenge tous sous licence SRO Motorsports Group. Les circuits et véhicules présents dans ces championnats sont donc majoritairement présents ainsi que les pilotes et équipes officielles.

## Développement
Le jeu utilise le moteur Unreal Engine 4, contrairement au premier Assetto Corsa qui reposait sur un moteur développé en interne. Il permet de prendre en compte différentes conditions météo, ainsi qu'un cycle jour-nuit, notamment grâce à la possibilité de prendre en compte plusieurs sources de lumière globales. L'eau sera simulée, de telle sorte que la piste sera couverte d'une couche d'eau en cas de pluie, et que la trajectoire des voitures se séchera au fur et à mesure de leur passage. 
Elle ruissellera également sur le pare-brise avec un angle qui dépendra de la vitesse de la voiture. Le comportement des pilotes et des mécaniciens a été capturé grâce à la capture de mouvement. 
Tous les circuits présents sont modélisés avec une grande précision grâce à un scan au laser.

### Historique
Assetto Corsa Competizione est annoncé en février 2018, avec une sortie en accès anticipé originellement prévue pour l'été 2018.
Sa première présentation officielle s'est effectuée lors de l'E3 2018.
La première version du jeu en accès anticipé est disponible le 12 septembre 2018. Elle ne contient alors qu'un véhicule et un circuit. Des mises à jour mensuelles enrichissent le jeu au fur et à mesure aussi bien en termes de véhicules, de circuits et de fonctionnalités, jusqu'à la sortie du jeu complet prévue pour le premier trimestre 2019.
Après avoir sortie de nombreux DLC, comprenant de nombreuses évolutions de véhicules déjà présent et de nombreux véhicules ainsi les championnats américains, anglais et asiatiques. Ainsi que l'Intecontinental GT World Challenge.[style à revoir]
Kunos suite à l’intégration des 24h du Nurbugring à l'Intercontinental GT World Challenge, annoncent la sortie de la Nordschleife en 2024. 
La version actuelle (début 2024) est la 1.9.8
| Date       | Version | Véhicules               | Circuits                              | Fonctionnalités                                        |
| ---------- | ------- | ----------------------- | ------------------------------------- | ------------------------------------------------------ |
| 12/09/2018 | 0.1     | Lamborghini Huracàn GT3 | Nürburgring GP                        | Événements spéciaux, hotlap, course rapide (IA)        |
| 10/10/2018 | 0.2     | Bentley Continental GT3 | Misano World Circuit Marco Simoncelli | Super Pole, support de la VR, arrêts au stand basiques |
| 14/11/2018 | 0.3     | BMW M6 GT3              | Circuit Paul-Ricard                   | Endurance 3/6h, multijoueur (basique), arrêts au stand |
| 12/12/2018 | 0.4     | Ferrari 488 GT3         | Hungaroring                           | Mode spectateur                                        |
| 16/01/2019 | 0.5     | Emil Frey Jaguar G3     | Circuit de Zolder                     | -                                                      |
| 04/03/2019 | 0.6     | Nissan Nismo GT-R GT3   | Monza ENI Circuit                     | -                                                      |